# Salmi (Russia)

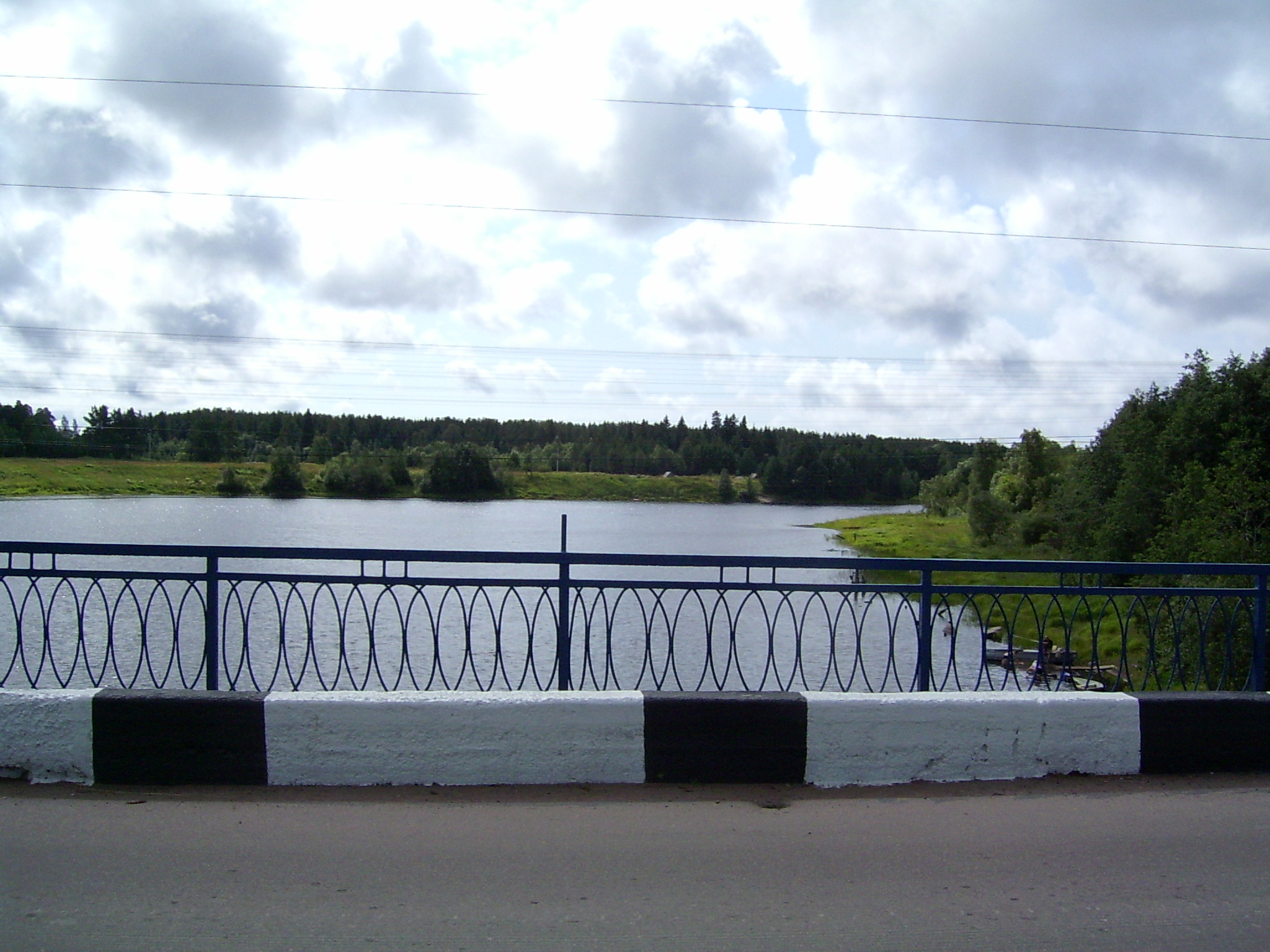
Il ponte sul fiume Tulemayoki a Salmi

Salmi (Russo Салми; Finlandese e Careliano Salmi, let. insenatura) è una località rurale (un insediamento) nel distretto di Pitkyarantsky della Repubblica di Carelia, in Russia. Come municipio è incorporata all'interno e serve come centro amministrativo dell'insediamento rurale Salminskoye del distretto municipale di Pitkyarantsky. Popolazione: 3 800 (stima 2007). Codice postale: 186821.
È stata fondata nel 1500.

## Città gemellate
Salmi è gemellata con:
- Pielavesi (Finlandia)